# Melanagromyza buccalis
Melanagromyza buccalis este o specie de muște din genul Melanagromyza, familia Agromyzidae, descrisă de Spencer în anul 1969. Conform Catalogue of Life specia Melanagromyza buccalis nu are subspecii cunoscute.